# Gennadi Karpinkin
Gennadi Karpinkin (russisch Геннадий Карпинкин; * 1. Januar 1966) ist ein ehemaliger sowjetischer und später belarussischer Biathlet.
Gennadi Karpinkin lebt in Minsk. Er begann 1983 mit dem Biathlonsport. Gegen Ende der 1980er Jahre debütierte er noch für die Sowjetunion startend im Weltcup. Die Saison 1989/90 beendete er auf Rang 43 in der Gesamtwertung. Bei der Universiade 1989 in Sofia gelangen ihm Siege im Staffel, 1993 im polnischen Zakopane belegte er bei der Universiade im 15-km-Rennen Platz zwei, gemeinsam mit Nikolai Dobrochwalow, Sergei Nekrassow und Fjodor Swoboda siegte er im Staffelrennen. Nach der Auflösung der Sowjetunion gehörte er zum ersten belarussischen Nationalkader und kam bis 1996 immer wieder zu Einsätzen im Weltcup. Sein mit Abstand bestes Ergebnis erreichte er 1993 als Sechster eines Sprintrennens in Pokljuka. Der einzige Punktgewinn der Saison reichte zum Erreichen des 48. Platzes in der Gesamtwertung des Weltcups. Seinen größten Erfolg erreichte Karpinkin bei den Europameisterschaften 1994 in Kontiolahti, als er gemeinsam mit Igor Chochrjakow, Dsmitryj Krywel und Jauhen Redskin bei den erstmals ausgetragenen kontinentalen Titelkämpfen im Staffelrennen hinter den Russen und Polen die Bronzemedaille gewann.

## Platzierungen im Biathlon-Weltcup
Die Tabelle zeigt alle Platzierungen (je nach Austragungsjahr einschließlich Olympische Spiele und Weltmeisterschaften).
- 1.–3. Platz: Anzahl der Podiumsplatzierungen
- Top 10: Anzahl der Platzierungen unter den ersten zehn (einschließlich Podium)
- Punkteränge: Anzahl der Platzierungen innerhalb der Punkteränge (einschließlich Podium und Top 10)
- Starts: Anzahl gelaufener Rennen in der jeweiligen Disziplin

| Platzierung                               | Einzel | Sprint | Verfolgung | Massenstart | Team | Staffel | Gesamt |
| ----------------------------------------- | ------ | ------ | ---------- | ----------- | ---- | ------- | ------ |
| 1. Platz                                  |        |        |            |             |      |         |        |
| 2. Platz                                  |        |        |            |             |      |         |        |
| 3. Platz                                  |        |        |            |             |      |         |        |
| Top 10                                    |        | 1      |            |             |      |         | 1      |
| Punkteränge                               |        | 1      |            |             |      |         | 1      |
| Starts                                    | 7      | 8      |            |             |      |         | 15     |
| Stand: Karriereende, Daten nicht komplett |        |        |            |             |      |         |        |